# 진영화 (프로게이머)
진영화(1990년 8월 30일 ~ )는 대한민국의 전직 스타크래프트, 스타크래프트 II 프로게이머다. By.mOvie라는 아이디를 사용하는 프로토스 유저였다.

## 개요
2007년 하반기 드래프트에서 CJ 엔투스의 4차 지명으로 입단하였다. 완만한 인상 덕분에 일명 '곰라인' 이재훈, 전상욱, 마재윤에 이어 곰에 관련된 별명을 얻었다.
신한은행 프로리그 08-09시즌 3라운드 팀리그전 VS MBCgame HERO전에서 차봉으로 나와 3킬로 경기를 마무리하는 등의 좋은 활약을 보이면서 같은 팀이었던 조병세(테란), 김정우(저그)와 더불어 CJ 엔투스의 신예 트로이카로 불리기도 한다.
그러나 매번 '연승이후 연패'라는 심한 기복을 보이는 것이 단점이다. 이런 경기력 기복은 박세정도 똑같다. 강력한 한방병력으로 저그전에서 60%를 넘기는 승률을 보여주고는 있으나 테란전과 프로토스전에서 약한점을 보이고 있었다. 하지만 2010년에 들어서 회복되는 모습을 보여주고있다.
2011년에는 12월 KeSPA 랭킹 21위에 랭크되기도 했다.
2012년 5월 7일 제8프로게임단으로 이적하였다. SK플래닛 스타크래프트 프로리그 시즌2부터는 8게임단 소속으로 활동을 하게 되었으며, 상승세를 타고 있었다.
여담으로, 진영화는 프로게이머인데도 평균 APM이 낮은 것으로 알려졌다(200 내외). 그 외에도 프로토스전 11연패라는 다소 좋지 않는 기록도 있다.
SK플래닛 스타크래프트 프로리그 시즌2를 마치고 프로게이머를 은퇴하려는 뜻을 팬카페에 작성하고 프로게이머를 은퇴하였다.
은퇴후 아프리카방송을 시작하며 아이템베이 8차 소닉 스타리그에 참가한다. 소닉리그 선수중에서 1위의 승률을 자랑했으나 8강에서 조일장에게 1-3으로 격파당하며 4강진출에 실패한다.

## EVER 스타리그 2009
같은 팀 소속 저그 에이스인 김정우와 함께 스타리그에 진출한 진영화는 첫 스타리그 진출임에도 불구하고 결승까지 진출해 로열로더를 꿈꿨다. 특히 8강에서 대 프로토스전 13연승을 기록한 김명운을 상대로 2:0 완승을 거두고 태풍저그 이영한과의 5전제마저 3:1 승리로 장식하며 단숨에 결승전에 진출하게 된다.이 당시 이영한은 김택용을 36강에서 잡았고 8강에서 송병구마저 잡아내면서 상승세를 타고 있던 상태였다. 이는 2005년 So1 스타리그 오영종의 결승 이후 4년 만의 프로토스 로열로더 후보의 결승 진출이었다. 특히 결승전 상대로 내정된 이영호와의 대결은 So1 당시의 임요환 대 오영종의 결승전과 매우 흡사한 분위기를 물씬 풍겼다. 신예 프로토스들 가운데 최강자로 떠오른 진영화는 오영종에 대한 향수와 더불어, 가을의 전설이라는 스타리그 최고의 감동을 자아내는 시나리오를 떠올리게 만들며 많은 프로토스 팬들의 기대를 한 몸에 받게 된다.
수많은 전문가들과 팬들의 예상은 압도적으로 이영호에게 승리의 손을 들어주었다. 흡사 다윗과 골리앗의 싸움을 연상케 하는 대결이었다. 그러나 테란과 프로토스의 대결이라는 종족 상성상의 유리함과 맵 또한 프로토스에게 손을 들어주고 있는 상황때문에 팬들의 로열로더 탄생에 대한 기대감은 한층 커져만 갔다. 하지만 이영호에게 1:3으로 지면서 로열로더 달성은 좌절되었다.

## 주요 기록

### 전적
통산전적 (12.07.31 기준, 스타2 전적포함)
|             | 경기 | 승-패  | 승률  |
| ----------- | ---- | ------ | ----- |
| 대 테란     | 64   | 36–28  | 56.3% |
| 대 저그     | 78   | 45–33  | 57.7% |
| 대 프로토스 | 63   | 28–35  | 44.4% |
| 총합        | 205  | 109–96 | 53.2% |

### 개인리그
메이저 개인리그 준우승 1회
- 2007년 6월 제30회 커리지매치 입상
- 2009년 5월 아발론 MSL 2009 32강
- 2009년 11월 NATE MSL 2009 32강
- 2010년 1월 EVER 스타리그 2009 준우승 (1:3 이영호)
- 2010년 2월 대한항공 스타리그 2010 Season 1 8강
- 2010년 4월 하나대투증권 MSL 2010 16강
- 2010년 7월 대한항공 스타리그 2010 Season 2 36강
- 2010년 10월 박카스 스타리그 2010 36강
- 2013년 4월 아이템베이 8차 소닉 스타리그 8강
- 2014년 2월 위메프 GOM 클래식 시즌4 8강
- 2014년 2월 픽스 9차 소닉 스타리그 3위
- 2015년 1월 스베누 10차 소닉 스타리그 16강
- 2015년 1월 헝그리앱 스타즈 리그 위드 콩두 16강
- 2015년 7월 스베누 11차 소닉 스타리그 시즌2 8강
- 2015년 11월 VANT 36.5 대국민 스타리그 32강
- 2016년 12월 아프리카 스타리그 시즌2 16강